# Josip Marčelić
Josip Grgur Marčelić (Preko na Ugljanu, 23. ožujka 1847. – Dubrovnik, 31. kolovoza 1928.) bio je dubrovački biskup od 1894. do 1928.

## Životopis
Doktorat iz teologije obranio je na Bečkom sveučilištu. Profesorom Novoga zavjeta na Centralnom bogoslovnom sjemeništu imenuje ga 1873. zadarski nadbiskup Petar Dujam Maupas, a poslije i rektorom Bogoslovije. Dubrovačkim biskupom postaje 1894., kada ga je imenovao papa Lav XIII. Osobito se isticao u borbi za glagoljicu. Pokreće List dubrovačke biskupije 1901.
Na njegov poticaj, na blagdan Blagovijesti 1919. je Marija Petković postavila temelje redovničke zajednice Kćeri Milosrđa sv. Franje, a na blagdan sv. Franje, 4. listopada 1920. i službeno utemeljila družbu.
Zaslugom biskupa Marčelića izgrađene su crkve u Smokvici, Račišću, Majkovima, Vitaljini, Gornjem Brgatu, Osojniku, Dubi Pelješkoj i Trpnju. Obnovio je i Dubrovačku katedralu postavljajući veliki oltar s jubilarnim križem, kipove sv. Josipa i sv. Vlaha te deset kipova na krovu katedrale, djelo kamenoresca Marina Radice iz Korčule. Obnovio je i glavni oltar te na zid iza oltara ugradio Tizianov poliptih Marijina Uznesenja, a dao je napraviti i novu propovjedaonicu te kipove sv. Ane i sv. Katarine kao i oltarić s kipom sv. Antuna, također djelo kamenoresca Marina Radice.
Pokazivao je i svoju osjetljivost prema socijalno ugroženima, te je tako bio predsjednik "Javne dobrotvornosti" koja je 1906. osnovala pučku kuhinju i izdržavala zaklonište sirota koje su vodile Službenice milosrđa. Dječje zaklonište osnovano 1894. biskup je podigao na razinu Zavoda. Za vrijeme Prvoga svjetskog rata bio je predsjednik Crvenog križa.

## Počasti
- Kip Josipa Grgura Marčelića na lokaciji Magazin u Preku.[5]

## Unutarnje poveznice
- Dodatak:Popis dubrovačkih biskupa

### Novinski članci
- Postavljen kip dubrovačkog biskupa Josipa Marčelića u Preku. IKA. Pristupljeno 19. travnja 2025.

| Titule u Katoličkoj Crkvi | Titule u Katoličkoj Crkvi     | Titule u Katoličkoj Crkvi       |
| ------------------------- | ----------------------------- | ------------------------------- |
| prethodnik Mato Vodopić   | dubrovački biskup 1894.–1928. | nasljednik Josip Marija Carević |